# Randy Credico

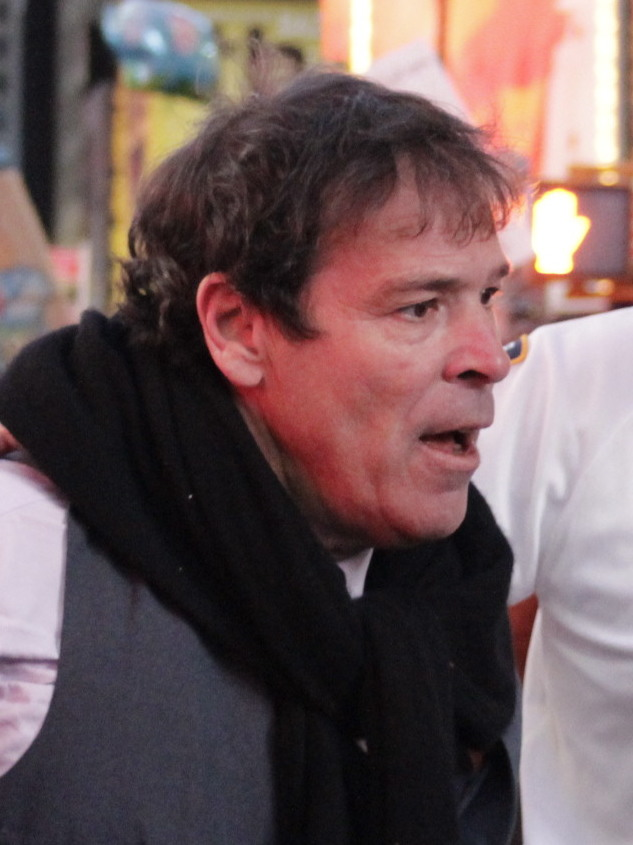
Randy Credico

Randolph 'Randy' A. Credico (* 5. Juli 1954 in Monterey Park, Kalifornien) ist ein US-amerikanischer Komiker, Radiomoderator und politischer Aktivist. Er war unter anderem Direktor des William Moses Kunstler Fund for Racial Justice.

## Laufbahn
Credico begann in den 1970er Jahren als Komiker in Nachtklubs und bei Festivals aufzutreten. 1981 war er so erfolgreich geworden, das er eingeladen wurde, eine Comedy-Routine in der damals sehr quotenträchtigen Tonight Show von Johnny Carson vorzutragen. Ein späterer Auftritt in dieser Sendung wurde zu einem kleinen Skandal, da Credico in einem subversiven Monolog die damalige Sicherheitsberaterin der US-Regierung, Jeane Kirkpatrick im Live-TV mit der Diktatorengattin Eva Braun verglich ("Every time I see Jeane Kirkpatrick, I wonder if Eva Braun really died in that bunker."). Er wurde anschließend nie wieder in die Sendung eingeladen.
In den 1990er Jahren begann Credico sich verstärkt politischen Aktivismus zuzuwenden. Insbesondere hat er sich intensiv gegen das amerikanische Gefängnissystem und den systemischen Rassismus in vielen Bereichen des amerikanischen Gesellschaftslebens engagiert, so durch Op-Eds, die er für größere Zeitungen verfasste, durch Teilnahme an Demonstrationen und ähnliches mehr.
Seit der Jahrtausendwende hat Credico sich mehrfach in – meist als quichottisch bewerteten – in parteiinternen Vorwahlen als Gegenkandidat zu mächtigen Politikern um höhere Ämter beworben: So hat er sich u. a. um den Posten des Bürgermeisters von New York City, des Gouverneurs von New York State und eines Senators dieses Staates beworben. 2010 trat er als Herausforderer gegen den damals zur Wiedernominierung anstehenden demokratischen Senator für New York Chuck Shumer an. Und bei der demokratischen Vorwahl für die Nominierung als Kandidat der Partei für das Amt des Gouverneurs von New York erreichte er den dritten Platz hinter dem amtierenden Gouverneur Andrew Cuomo.
Aufsehen erregte Credico in den 2010ern durch seine Verbindungen zu dem australischen Aufklärungsjournalisten Julian Assange.
Am 25. August 2016 trat Assange in der von Credico moderierten Radiosendung per Fernverbindung auf. Eine zwei Tage später, am 27. August 2016, von Credico an den der Republikanischen Partei nahestehenden politischen operative Roger Stone geschickte Textnachricht, wurde später zum Gegenstand zahlreicher kritischer Betrachtungen im Zuge der Affäre um die von dessen Gegnern behauptete Verstrickung des nachmaligen US-Präsidenten Donald Trump mit dem russischen Staat. Diese Textnachricht lautete: "Julian Assange besitzt Kryptonit [eine zerstörungsmächtige Wunderwaffe gegen einen scheinbar weit überlegenen Gegner] über Hillary [Clinton]" ("Julian Assange has kryptonite on Hillary."). Credico informierte Stone bei dieser Gelegenheit vorab über die bald darauf erfolgende Veröffentlichung einer größeren Anzahl von geleakter Emails der Präsidentschaftskampagne von Hillary Clinton, zumal des Wahlkampfmanagers John Podesta, durch die WikiLeaks-Plattform. Die Veröffentlichung dieser Emails erfolgte am 7. Oktober 2016.
Stone sagte im November 2017 vor dem Ausschuss des US-Repräsentantenhauses für Nachrichtendienstliche Frage (House Intelligence Committee) aus, dass Credico sein Verbindungsmann zu Assange bei seinen Anstrengungen, im Wahlkampf verwertbare Informationen über Clinton zu erlangen, gewesen sei. Credico wurde anschließend vor den Ausschuss geladen, machte aber das durch den fünften Verfassungszusatz garantierte Zeugnisverweigerungsrecht geltend, so dass er von der Pflicht zu erscheinen entbunden wurde. Im August 2018 wurde er durch den Sonderermittler Robert Mueller vor eine Grand Jury geladen, vor der er im September 2018 erschien.
Nachdem Stone im Januar 2019 verhaftet worden war, wurde ihm in der Anklageschrift zur Last gelegt, dass Credico (hier als "Person 2" bezeichnet) nicht Stones einziger Kontakt zu Wikileaks gewesen sei, sowie dass er Credico bedrängt habe, eine mauernde Haltung in seiner Aussage vor dem US-Kongress einzunehmen. Stone bedrohte Credico in diesem Zusammenhang auch und legte ihm nahe, sich auf das Sterben vorzubereiten und kündigte ihm an, dass ihm sein Hund weggenommen werden würde. In Stones Prozess vom November 2019 sagte Credico gegen ihn aus.